# Mazindol
Mazindol é uma fármaco anorexígeno, estruturalmente relacionado com a anfetamina, introduzido no mercado farmacêutico do Brasil em 1999, utilizado no tratamento da obesidade. Acredita-se que age no centro de controle de apetite, aumentando níveis de neurotransmissores que dizem ao organismo a hora de parar de alimentar-se. A droga também age como estimulante do sistema nervoso central, pode aumentar a pressão arterial e produzir problemas psiquiátricos.
Foi retirado do mercado brasileiro em 2011 pela ANVISA.Em junho de 2017 foi re-liberado pelo Senado do Brasil sua produção, comercialização e consumo.

## Novos estudos
Em 2019, o grupo farmacêutico NSL-1 e a farmacêutica Eurofarma, criaram uma parceira para testá-lo como potencial tratamento para o Transtorno do Déficit de Atenção e Hiperatividade (TDAH). Baseado em suas propriedades farmacológicas semelhantes às Anfetaminas, primeira linha de tratamento para o transtorno. Nos estudos preliminares, ele conseguiu reduzir os sintomas do transtorno em cerca de 50%, sem ter impactos no sono ou peso, segundo André Wolter, gerente médico da Eurofarma. Entretanto, ainda é necessário mais estudos em fase 3 para que se prove a sua eficácia e segurança para o tratamento do TDAH.

## Efeitos adversos
São boca seca, dor de cabeça, exantemas, dependências; e menos comumente insônia, nervosismo crescente, depressão, psicose, alucinações, taquicardia, hipertensão, obstipação e raramente ginescomastia.